# Linhardt (Unternehmen)
Die Linhardt Group GmbH (Eigenschreibweise LINHARDT) ist ein deutscher Verpackungshersteller mit Hauptsitz im bayerischen Viechtach. Das Unternehmen entwickelt und produziert Aluminium- und Kunststofftuben, Aerosoldosen und weitere Verpackungen aus Aluminium wie Röhrchen, Dosen, Streudosen, Flaschen, Zigarrenhülsen und Applikationsstifte. Die Linhardt Group gilt als Weltmarktführer bei der Herstellung von Aluminiumtuben für die Pharmazie.

## Geschichte der Gruppe

### Anfänge

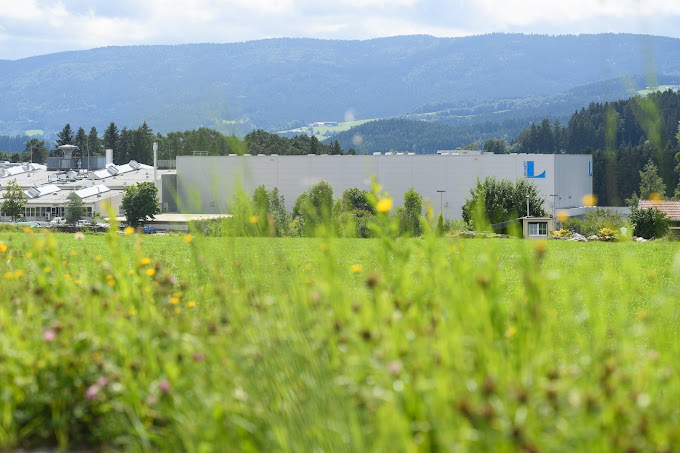
Außenansicht der Unternehmenssitzes in Viechtach

Im Jahr 1938 übernahmen Christian und Ernst Linhardt aus Rehau im Zuge der Arisierung die Erste Bamberger Metallkapselfabrik Kaufmann & Sohn in Bamberg von dem jüdischen Besitzer Ernst Neuburger. Der durch den Kreiswirtschaftsberater festgelegte Übernahmepreis betrug 190.000 Reichsmark (RM), obwohl im Kaufvertrag wenige Monate vorher 290.000 RM als Kaufpreis festgelegt worden waren. Dies führte dazu, dass nachträglich eine Ausgleichsabgabe von 68.800 RM geleistet werden musste. Der damals zuständige Gauwirtschaftsberater war Ludwig Linhardt aus Bayreuth. Das Bamberger Werk wurde 1945 durch Bombentreffer schwer beschädigt; die Produktion konnte 1949 wieder aufgenommen werden.
1943 gründete Christian Linhardt das Werk in Viechtach, das sich zum Firmensitz entwickelte. 1947 folgte die Eröffnung eines Kunststofftubenwerks in Hambrücken.

### Wachstum und Ausweitung der Geschäftsbereiche
Nach der Übernahme der früheren VB Wäscheunion folgte 1990 der Aufbau des Aluminiumtubenwerks in Pausa (Sachsen). Im März 1991 wurde die erste Tube produziert. Zwischen 1996 und 1997 wurden aufgrund des Unternehmenswachstums erstmalig Umbaumaßnahmen am Werk in Pausa durchgeführt. Zu dieser Zeit verzeichnete das Unternehmen Umsätze von 63 Millionen Mark.
In den folgenden Jahren baute Linhardt die Geschäftsbereiche zunehmend aus. Im Jahr 2000 gründete Linhardt mit der „Clean Factory“ das damals erste Werk der Branche mit entsprechender Reinraumfertigung. 2003 wurde ein neues Lacklager errichtet und 2010 begann der Aufbau der Aerosoldosenproduktion am Standort Viechtach. 2012 folgte das Joint Venture Linhardt Altai OOO mit russischen Partnern im sibirischen Bijsk und Linhardt startete zudem die Multiflexproduktion.
2013 und 2024 investierte Linhardt vermehrt in seine Standorte und die Logistik. 2013 ging ein neues Fertigwarenlager in Viechtach in Betrieb und 2014 wurden sämtliche Logistikbereiche an den Standorten Viechtach und Pausa erneuert oder neu gebaut. 2016 investierte Linhardt in neue Maschinenlinien.
Das in die Gruppe integrierte Unternehmen für Werkzeugbau und Produktentwicklung wurde 2019 nach Linden (Gemeinde Geiersthal) verlegt und 2020 in Tec.Point umbenannt.
2019 entwickelte Linhardt eine recyclebare Kunststofftube, deren Mantel zu 96 Prozent aus Kunststoffabfällen aus dem gelben Sack beziehungsweise der gelben Tonne bestehen. Die dafür notwendigen Recyclingkunststoffgranulate (Systale) werden dabei vom Grünen Punkt geliefert.
2021 verkaufte das Unternehmen den 2012 gegründeten Geschäftsbereich Multiflex an die Hoffmann-Neopac AG und übernahm den Geschäftsbereich Aluminiumtuben der Nussbaum AG.
Im selben Jahr wurden alle Anteile an der Linhardt GmbH & Co. KG von einem Gesellschafter der Gründerfamilie übernommen. Zu der Familie gehören Enkel und Urenkel des Firmengründers Christian Linhardt. Zuvor waren die Anteile auf die Familienstämme des Gründers aufgeteilt gewesen und von 13 Gesellschaftern gehalten worden.

### Neue Entwicklungen
Das russische Joint Venture Linhardt Altai OOO wurde nach dem Ausbruch des russischen Angriffskrieges auf die Ukraine im Jahr 2023 aufgegeben. Die bisherigen Mitgesellschafter übernahmen die Anteile und die Firmierung wurde in Altai Alupak OOO geändert.
2023 wurden am Hauptsitz und in dem Tec.Point Werk in Linden mehrere Baumaßnahmen durchgeführt, darunter der Neubau eines Technikums und Ausbildungszentrums in Viechtach. Weiterhin wurden Lüftungsanlagen nachgerüstet und in Linden erfolgte die Modernisierung der Druckluftversorgung sowie die Installation von PV-Anlagen.
Im August 2024 firmierte die Linhardt GmbH & Co. KG zur Linhardt Group GmbH um. Im selben Jahr stieg Linhardt in den asiatischen Markt ein und erwarb die Pioneer Group mit vier indischen Standorten in Daman, Sanjan, Dahanu und Sancoale (Goa). Die Pioneer Group ist ebenfalls in der Herstellung von Verpackungen für die Pharmaindustrie tätig.

## Unternehmensstruktur

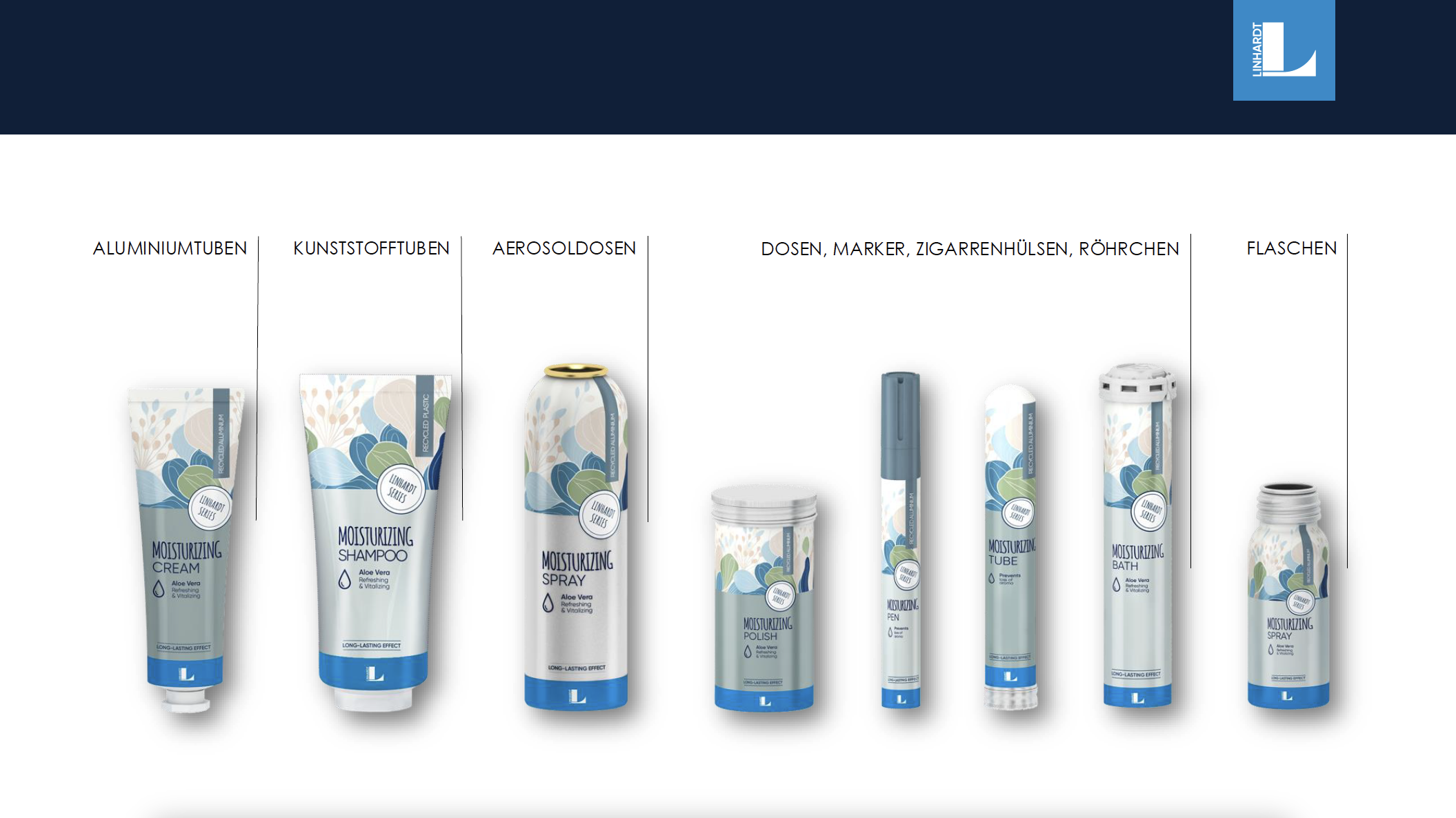
Darstellung von Verpackungen aus der Produktion

Die Linhardt Group GmbH (bis 2024 Linhardt GmbH & Co. KG) ist die Muttergesellschaft der Linhardt-Unternehmensgruppe. Die Gruppe entwickelt, produziert und vertreibt Aluminium- und Kunststofftuben, Aerosoldosen und weitere Verpackungen aus Aluminium wie Röhrchen, Dosen, Streudosen, Flaschen, Zigarrenhülsen und Applikationsstifte. Anwendung finden die Verpackungen beispielsweise im Gesundheitswesen, der Kosmetik, der Lebensmittelbranche oder der Tabak- und Alkoholindustrie. Geleitet wird die Gruppe seit 2019 von Johannes Schick.

## Standorte
Am Hauptsitz in Viechtach übernimmt die Muttergesellschaft, die Linhardt Group GmbH, die administrativen Aufgaben sowie Produktentwicklung. Das Werk in Viechtach ist das größte Tuben- und Dosenwerk Europas und verfügt über jeweils neun Dosen- und Tubenlinien.
Produziert wird in Deutschland außerdem durch die Linhardt Pausa GmbH in Pausa und die Linhardt Hambrücken GmbH mit Sitz in Hambrücken.
Zudem ist der Tec.Point ein eigenständiger Partner innerhalb der Linhardt-Gruppe am Standort Linden (Gemeinde Geiersthal). Neben der Produktentwicklung ist Tec.Point zudem in der Entwicklung und Fertigung von Werkzeugen außerhalb des Linhardt-Geschäfts tätig.
Weiterhin verfügt die Unternehmensgruppe über internationale Vertriebsbüros in Mailand, Italien und in den Vereinigten Staaten in Delaware, sowie über vier Produktionsstätten in Indien.

## Auszeichnungen (Auswahl)
Linhardt nimmt regelmäßig an nationalen und internationalen Verpackungswettbewerben teil. Mehrfach gewann Linhardt den Deutschen Verpackungspreis. Die Organisation World Packaging Organisation (WPO) zeichnete das Unternehmen mehrmals mit dem WorldStar aus. Zuletzt wurde der WorldStar Award im Jahr 2025 an die Unternehmensgruppe verliehen.
- 2011: Design Plus Award für die „Paperflex-Tube“, vergeben durch den Rat für Formgebung[37]
- 2013: Bayernsieger für das Engagement in der Vereinbarkeit von Familie und Beruf, insbesondere dem familienfreundlichen Arbeitsumfeld sowie die Gleichstellung von Frauen und Männern, verliehen von Christine Haderthaue[38]
- 2018: Auszeichnung als „Tube des Jahres für die Antimicrobial“ Tube, verliehen von der European Tube Manufacturers Association (etma)[39]
- 2021: Deutscher Verpackungspreis in der Kategorie Nachhaltigkeit für die „SuPErtube“[40]
- 2022: World Aluminium Aerosol Can Award für die Aluminium-Aerosoldose „Aveo“ in der Kategorie Nachhaltigkeit[41]
- 2023: Bayerischer Ressourceneffizienzpreis für den Einsatz für einen nachhaltigen Umgang mit natürlichen Ressourcen[42]
- 2025: WorldStar Award für die „Next-Gen-PCR-Kunststofftube“, verliehen durch die World Packaging Organisation (WPO)[36]

## Mitgliedschaften
Linhardt ist Mitglied beim Verband europäischer Tubenhersteller (European Tube Manufacturers Association, etma). Zudem ist Linhardt Mitglied im Verband europäischer Aerosoldosen-Hersteller (AEROBAL).